# クレイグ・デイヴィッド

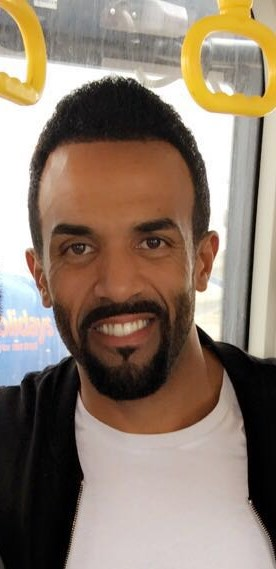
クレイグ・デイヴィッド

クレイグ・デイヴィッド（英: Craig David、1981年5月5日 - ）は、イングランド ハンプシャー出身のミュージシャン、DJ、音楽プロデューサー。

## 経歴

### いじめに遭っていた学生時代から這い上がる
イギリス ハンプシャー サウサンプトンの出身。父はレゲエバンド「エボニー・ロッカーズ」のベーシストであるグレナダ人のジョージ・デイヴィッド、母はユダヤ系イギリス人のティナ・デイヴィッド。両親はデイヴィッドが8歳時に離婚し、母親に育てられた。両親の離婚後も父親とは会っており、デイヴィッドが10代の時に父はクラブに連れていき、マイクを持たせた。
中学生の14歳時に壮絶ないじめに遭っており、金銭の恐喝、暴行、他の生徒の前で恥をかかせる嫌がらせ、肥満体型に対する暴言などを毎日受けていたという。その経験をテーマにいじめ反対運動として制作された曲「Johnny」を2005年9月6日リリースの『The Story Goes...』に収録。
そんな苦しい時にデイヴィッドは音楽・芸能・芸術と出会い、道を踏み外さなかったのはそれらのおかげであり、音楽によって救われたと語っている。また肥満体型であったが、筋力トレーニングにより筋肉質体型となった。デイヴィッドは「いじめられてる子供たちに「クレイグもそうだったんだ。でも今の彼を見てみろ」って思ってもらいたいね」と語っており、「人は変われる」ということを語っている。
その後音楽活動を始め、アートフル・ドジャーなどと活動していた。

### 鮮烈なデビュー
2000年にソロデビューし、同年リリースの自身による全4作品全てが初登場でいきなりビルボードにてランクインし、1年間で快進撃を続ける華々しいデビューを飾った。2000年4月3日リリースの1stシングル「Fill Me In」でソロデビューし、同作はBillboard Hot 100の週間チャートにて最高15位を記録。7月24日リリースの2ndシングル「7 Days」もBillboard Hot 100の週間チャートにて10位を記録。8月14日リリースの1stアルバム『Born to Do It』はBillboard 200の週間チャートにて最高11位、世界で800万枚の売上を記録。11月10日リリースの3rdシングル「Walking Away」はBillboard Hot 100の週間チャートにて最高44位を記録。
2002年11月19日リリースの2ndアルバム『Slicker Than Your Average』はBillboard 200の週間チャートにて最高32位を記録。
2005年9月6日に3rdアルバム『The Story Goes...』をリリース。収録曲「Johnny」は、中学生の14歳時に壮絶ないじめに遭っていた経験をテーマにした曲であり、いじめ反対運動として制作された。
2008年11月24日に初ベストアルバム『Greatest Hits』をリリースし、収録曲の新曲「Insomnia」がヒット。

### EDMへ路線変更
2015年11月27日にシングル「When the Bassline Drops」をリリースし、2010年以来5年ぶりの自身によるリリースとなった。2016年9月30日に6thアルバム『Following My Intuition』をリリース。デビュー時よりブラックミュージック的な曲を主にリリースしてきたが、同2作ではEDMを強調した曲調にし、路線変更を行った。

## 人物
- 前述の通り、デイヴィッドは中学生時に壮絶ないじめに遭っていたが、道を踏み外さなかったのは音楽・芸能・芸術のおかげであり、音楽によって救われたと語っている[2][3][4]。「いじめられてる子供たちに「「クレイグもそうだったんだ。でも今の彼を見てみろ」って思ってもらいたいね」と語り、いじめについて「何かおかしいと思うことを目撃したら、両親、兄弟姉妹、友達、近所の人たち、その他誰でもよいから話して伝えるようにしよう！」と語っている[2][3][4]。
- 音楽制作に関して、ヒット曲を目指すのではなく、売上を度外視し、自分の感情・信念・哲学・実際に起きた出来事の曲を制作するべきであるという考えを持っており、それが自ずとヒットに繋がるという[3]。

## 作品

### 代表作
「Fill Me In」
- デビュー作。1stシングル。2000年4月3日リリース。Billboard Hot 100 週間チャート最高15位。

「7 Days」
- 2ndシングル。2000年7月24日リリース。Billboard Hot 100 週間チャート最高10位。

「Walking Away」
- 3rdシングル。2000年11月10日リリース。Billboard Hot 100 週間チャート最高44位。

『Born to Do It』
- 1stアルバム。2000年8月14日リリース。Billboard 200 週間チャート最高11位。

『Slicker Than Your Average』
- 2ndアルバム。2002年11月19日リリース。Billboard 200 週間チャート最高32位。

『The Story Goes...』
- 3rdアルバム。2005年9月6日リリース。自身の学生時代のいじめ被害をテーマにしたいじめ反対運動の曲『Johnny』収録[2][3][4]。

『Trust Me』
- 4thアルバム。デヴィッド・ボウイの「レッツ・ダンス」をサンプリングしたヒット曲「ホット・スタッフ (レッツ・ダンス)」などが収録。ビルボードR&B/ヒップホップ・アルバムチャートで58位[7]。

『Greatest Hits』
- 初ベストアルバム。2008年11月24日リリース。収録曲の新曲『Insomnia』がヒット。

「When the Bassline Drops」
- シングル。2015年11月27日リリース。2010年以来5年ぶりのリリース作品。EDMを強調した曲調にし、路線変更を行った。

『Following My Intuition』
- 6thアルバム。2016年9月30日リリース。2010年以来6年ぶりのアルバム作品。EDMを強調した曲調にし、路線変更を行った。